# Deflektionstheorie
Die Deflektionstheorie ist eine statische Annahme, die überwiegend im Brückenbau angewandt wird. Entwickelt wurde sie von Joseph Melan und erstmals angewandt beim Bau der von Leon S. Moisseiff geplanten Tacoma Narrows Bridge, danach u. a. beim Bau der George Washington Bridge durch den Schweizer Ingenieur Othmar Ammann.
Die Deflektionstheorie geht davon aus, dass schwebende Bauwerke mit großer Eigenmasse selbststabilisierend wirken. Die bis zu Beginn des 20. Jahrhunderts gebauten Brücken besaßen noch zahlreiche Diagonalverstrebungen, welche nun weggelassen wurden. Die Deflektionstheorie basiert auf der Theorie II. Ordnung, die von sehr kleinen Verdrehungen der Bauwerksteile ausgeht. Diese kleinen Verdrehungen werden durch hohe Eigenmassen erreicht. Sie berücksichtigt, dass die Biegebeanspruchungen der Versteifungsträger einer Hängebrücke durch die Kabelverformungen stark verkleinert werden.
Melan hat im beginnenden 20. Jahrhundert existierende Hängebrücken nachgerechnet und nachgewiesen, dass sie überbemessen sind. In Bezug auf Hängebrücken wurde die Deflektionstheorie in den 1920er und 1930er Jahren durch zahlreiche, vor allem amerikanische Ingenieure weiterentwickelt und für die praktische Anwendung vereinfacht, u. a. durch Stepan Tymoschenko, Moisseiff, Frederick Lienhard, David B. Steinman und Kurt Klöppel. Diese erweiterte Deflektionstheorie versuchte, die Verformung von Hängebrücken unter statischen seitlichen Windlasten zu beschreiben. Danach wird ein erheblicher Teil der Windlasten durch die relativ steifen Tragkabel aufgenommen und über die Hänger in die Pylone und die Ankerblöcke abgeleitet. Demnach wären ein relativ geringer Durchhang der Tragkabel und ein flacher Fahrbahnträger mit geringem Windwiderstand von Vorteil. Dies führte schließlich zu schlanken Konstruktionen des Fahrbahnträgers als Stahl-Vollwandträger, die billiger zu bauen und schneller zu montieren waren als die bislang üblichen Fachwerkträger, was zu Zeiten der Great Depression gerne aufgenommen wurde.

## Ungenügende Ergebnisse
Mit dem Einsturz der erst vier Monate alten, mit besonders schlankem Träger gebauten Tacoma-Narrows-Brücke 1940 bei 68 km/h Windgeschwindigkeit wurde offensichtlich, dass die Deflektionstheorie nur die statischen Windlasten behandelte, während die dynamische Wechselwirkung von Wind und Brücken damals noch nicht verstanden wurde. Nach dem Zerreißen des schwingenden Trägers dieser Brücke wurde das Schwingungsverhalten von Brücken bei Wind anhand von Modellen im Windkanal untersucht.